# Alnwick Town F.C.
Alnwick Town A.F.C. là một câu lạc bộ bóng đá Anh nằm ở Alnwick, Northumberland. Hiện tại họ đang thi đấu ở Northern League Division Two.

## Lịch sử
Ngày thành lập chính xác của câu lạc bộ không rõ, nhưng họ được xem là phát triển từ đội bóng có tên là Alnwick United Services thành lập năm 1879.
Câu lạc bộ gia nhập Northern Alliance năm 1935, và có 9 lần giành chức vô địch. Nhiều lần họ đăng ký vào Northern League nhưng đều bị từ chối, trước khi giải đấu này mở rộng thêm 2 hạng đấu vào năm 1982, và nhờ đó Alnwick được chấp nhận là thành viên sáng lập của hạng đấu mới. Họ dành phần lớn thời gian chơi ở hạng đấu thấp hơn, vị trí á quân đơn lẻ ở mùa giải 1988–89 giúp họ thăng hạng lên cao hơn và trải qua 2 mùa giải trước khi trở về lại Division Two.
Năm 2007, Alnwick đứng cuối ở Northern League Division Two, và xuống lại Northern Alliance.
Tại FA Cup cho đến mùa giải 2005–06, họ thất bại ở ngay trận đầu tiên, sự thật cũng tái diễn tương tự ở 4 trong 5 lần họ tham gia FA Vase.
Sân vận động của họ là St James Park, Weavers Way, kể từ năm 1900. Kể từ khi gia nhập Northern League, họ dùng tiền để nâng cấp cơ sở vật chất, bao gồm một nhà câu lạc bộ và dàn đèn, được khánh thành chính thức bởi Newcastle United.
CLB được thăng hạng trở lại Northern League mùa giải 2011–12.
Huyền thoại của Alnwick Town, Clive Burn là huấn luyện viên trong suốt thời kì thành công nhất lịch sử đội bóng.

## Danh hiệu
- North Northumberland League: 1899
- North Northumberland Minor Cup: 1904
- Aged Miners Homes Cup: Vô địch 1936/37
- Northern League Division Two: Á quân 1988–89
- Northern Alliance: Vô địch 1937–38, 1962–63, 1963–64, 1965–66, 1967–68, 1968–69, 1969–70, 1970–71, 1971–72
- Northern Alliance: Á quân 1959–60, 1961–62, 1966–67, 1972–73, 2010–11
- Northern Alliance Challenge Cup: Vô địch 1961–62, 1965–66, 1967–68, 1968–69, 1970–71
- Northumberland Senior Cup: Á quân 1961–62
- Northumberland Amateur Cup: Vô địch 1971–72
- Northern Alliance Subsidiary Cup: Vô địch 1980–81
- Durham Central League Cup: Vô địch 1964–65
- Northumberland Senior Benevolent Bowl: Vô địch 1986–87, 2009–10
- Pinpoint Recruitment Cup: Vô địch 2008–09

## Thành tích tốt nhất ở các giải đấu của FA
- FA Cup: Vòng loại thứ 3 – 1951–52, 1957–58
- FA Trophy: Vòng loại thứ 3 – 1990–91
- FA Vase: Vòng 2 – 1975–76

## Lịch sử giải đấu
Danh sách chưa hoàn thiện
| Mùa giải                                                             | Hạng đấu                             | Vị thứ                               | Sự kiện đáng chú ý                   |
| Gia nhập North Northumberland League                                 | Gia nhập North Northumberland League | Gia nhập North Northumberland League | Gia nhập North Northumberland League |
| -------------------------------------------------------------------- | ------------------------------------ | ------------------------------------ | ------------------------------------ |
| 1898–99                                                              | North Northumberland League          | 1                                    | Vô địch                              |
| 1899–00                                                              | North Northumberland League          |                                      |                                      |
| 1900–01                                                              | North Northumberland League          |                                      |                                      |
| 1901–02                                                              | North Northumberland League          |                                      |                                      |
| 1902–03                                                              | North Northumberland League          |                                      |                                      |
| 1903–04                                                              | North Northumberland League          |                                      |                                      |
| 1904–05                                                              | North Northumberland League          |                                      |                                      |
| 1905–06                                                              | North Northumberland League          |                                      |                                      |
| 1906–07                                                              | North Northumberland League          |                                      |                                      |
| 1907–08                                                              | North Northumberland League          |                                      |                                      |
| 1908–09                                                              | North Northumberland League          |                                      |                                      |
| 1909–10                                                              | North Northumberland League          |                                      |                                      |
| 1910–11                                                              | North Northumberland League          |                                      |                                      |
| 1911–12                                                              | North Northumberland League          |                                      |                                      |
| 1912–13                                                              | North Northumberland League          |                                      |                                      |
| 1913–14                                                              | North Northumberland League          |                                      |                                      |
| Đổi tên thành Alnwick United                                         |                                      |                                      |                                      |
| 1914–15                                                              | North Northumberland League          |                                      |                                      |
| Bóng đá ở Anh bị dừng lại do Thế chiến thứ II’’                      |                                      |                                      |                                      |
| 1919–20                                                              | North Northumberland League          |                                      |                                      |
| 1920–21                                                              | North Northumberland League          |                                      |                                      |
| 1921–22                                                              | North Northumberland League          |                                      |                                      |
| 1922–23                                                              | North Northumberland League          |                                      |                                      |
| Gia nhập East Northumberland League                                  |                                      |                                      |                                      |
| 1923–24                                                              | East Northumberland League           |                                      |                                      |
| 1924–25                                                              | East Northumberland League           |                                      |                                      |
| 1925–26                                                              | East Northumberland League           |                                      |                                      |
| 1926–27                                                              | East Northumberland League           |                                      |                                      |
| 1927–28                                                              | East Northumberland League           |                                      |                                      |
| 1928–29                                                              | East Northumberland League           |                                      |                                      |
| 1929–30                                                              | East Northumberland League           |                                      |                                      |
| 1930–31                                                              | East Northumberland League           |                                      |                                      |
| 1931–32                                                              | East Northumberland League           |                                      |                                      |
| 1932–33                                                              | East Northumberland League           |                                      |                                      |
| 1933–34                                                              | East Northumberland League           |                                      |                                      |
| 1934–35                                                              | East Northumberland League           |                                      |                                      |
| 1935–36                                                              | East Northumberland League           |                                      |                                      |
| Đổi tên thành Alnwick Town                                           |                                      |                                      |                                      |
| Gia nhập Northern Alliance                                           |                                      |                                      |                                      |
| 1936–37                                                              | Northern Alliance                    | 5                                    |                                      |
| 1937–38                                                              | Northern Alliance                    | 1                                    | Vô địch                              |
| 1938–39                                                              | Northern Alliance                    | 6                                    |                                      |
| Bóng đá ở Anh bị dừng lại do Thế chiến thứ II                        |                                      |                                      |                                      |
| 1946–47                                                              | Northern Alliance                    | 6                                    |                                      |
| 1947–48                                                              | Northern Alliance                    | 6                                    |                                      |
| 1948–49                                                              | Northern Alliance                    | 11                                   |                                      |
| 1949–50                                                              | Northern Alliance                    | 11                                   |                                      |
| 1950–51                                                              | Northern Alliance                    | 9                                    |                                      |
| 1951–52                                                              | Northern Alliance                    | 12                                   |                                      |
| 1952–53                                                              | Northern Alliance                    | 8                                    |                                      |
| 1953–54                                                              | Northern Alliance                    | 5                                    |                                      |
| 1954–55                                                              | Northern Alliance                    | 15                                   |                                      |
| 1955–56                                                              | Northern Alliance                    | 12                                   |                                      |
| 1956–57                                                              | Northern Alliance                    | 3                                    |                                      |
| 1957–58                                                              | Northern Alliance                    | 7                                    |                                      |
| 1958–59                                                              | Northern Alliance                    | 11                                   |                                      |
| 1959–60                                                              | Northern Alliance                    | 2                                    |                                      |
| 1960–61                                                              | Northern Alliance                    |                                      |                                      |
| 1961–62                                                              | Northern Alliance                    | 2                                    |                                      |
| 1962–63                                                              | Northern Alliance                    | 1                                    | Vô địch                              |
| 1963–64                                                              | Northern Alliance                    | 1                                    | Vô địch                              |
| Gia nhập Durham Central League                                       |                                      |                                      |                                      |
| 1964–65                                                              | Durham Central League                |                                      |                                      |
| Gia nhập lại Northern Alliance                                       |                                      |                                      |                                      |
| 1965–66                                                              | Northern Alliance                    | 1                                    | Vô địch                              |
| 1966–67                                                              | Northern Alliance                    | 2                                    | Á quân                               |
| 1967–68                                                              | Northern Alliance                    | 1                                    | Vô địch                              |
| 1968–69                                                              | Northern Alliance                    | 1                                    | Vô địch                              |
| 1969–70                                                              | Northern Alliance                    | 1                                    | Vô địch                              |
| 1970–71                                                              | Northern Alliance                    | 1                                    | Vô địch                              |
| 1971–72                                                              | Northern Alliance                    | 1                                    | Vô địch                              |
| 1972–73                                                              | Northern Alliance                    | 2                                    | Á quân                               |
| 1973–74                                                              | Northern Alliance                    | 5                                    |                                      |
| 1974–75                                                              | Northern Alliance                    | 4                                    |                                      |
| 1975–76                                                              | Northern Alliance                    |                                      |                                      |
| 1976–77                                                              | Northern Alliance                    | 8                                    |                                      |
| 1977–78                                                              | Northern Alliance                    | 10                                   |                                      |
| 1978–79                                                              | Northern Alliance                    | 14                                   |                                      |
| 1979–80                                                              | Northern Alliance                    | 14                                   |                                      |
| 1980–81                                                              | Northern Alliance                    | 14                                   |                                      |
| 1981–82                                                              | Northern Alliance                    | 17                                   |                                      |
| Được xếp ở Northern League Division Two khi hạng đấu mới được tạo ra |                                      |                                      |                                      |
| 1982–83                                                              | Northern League Division Two         | 11                                   |                                      |
| 1983–84                                                              | Northern League Division Two         | 14                                   |                                      |
| 1984–85                                                              | Northern League Division Two         | 14                                   |                                      |
| 1985–86                                                              | Northern League Division Two         | 10                                   |                                      |
| 1986–87                                                              | Northern League Division Two         | 6                                    |                                      |
| 1987–88                                                              | Northern League Division Two         | 6                                    |                                      |
| 1988–89                                                              | Northern League Division Two         | 2                                    | Á quân                               |
| 1989–90                                                              | Northern League Division One         | 8                                    |                                      |
| 1990–91                                                              | Northern League Division One         | 19                                   | Xuống hạng                           |
| 1991–92                                                              | Northern League Division Two         | 9                                    |                                      |
| 1992–93                                                              | Northern League Division Two         | 9                                    |                                      |
| 1993–94                                                              | Northern League Division Two         | 15                                   |                                      |
| 1994–95                                                              | Northern League Division Two         | 17                                   |                                      |
| 1995–96                                                              | Northern League Division Two         | 16                                   |                                      |
| 1996–97                                                              | Northern League Division Two         | 15                                   |                                      |
| 1997–98                                                              | Northern League Division Two         | 9                                    |                                      |
| 1998–99                                                              | Northern League Division Two         | 12                                   |                                      |
| 1999–00                                                              | Northern League Division Two         | 11                                   |                                      |
| 2000–01                                                              | Northern League Division Two         | 14                                   |                                      |
| 2001–02                                                              | Northern League Division Two         | 13                                   |                                      |
| 2002–03                                                              | Northern League Division Two         | 15                                   |                                      |
| 2003–04                                                              | Northern League Division Two         | 11                                   |                                      |
| 2004–05                                                              | Northern League Division Two         | 12                                   |                                      |
| 2005–06                                                              | Northern League Division Two         | 16                                   |                                      |
| 2006–07                                                              | Northern League Division Two         | 21                                   | Xuống hạng                           |
| 2007–08                                                              | Northern Alliance Premier Division   | 14                                   |                                      |
| 2008–09                                                              | Northern Alliance Premier Division   | 5                                    |                                      |
| 2009–10                                                              | Northern Alliance Premier Division   | 11                                   |                                      |
| 2010–11                                                              | Northern Alliance Premier Division   | 2                                    | Á quân & Thăng hạng                  |
| 2011–12                                                              | Northern League Division Two         | 16                                   |                                      |
| 2012–13                                                              | Northern League Division Two         | 21                                   |                                      |
| 2013-14                                                              | Northern League Division Two         | 18                                   |                                      |
| 2014-15                                                              | Northern League Division Two         | 16                                   |                                      |